# Rennebu
Rennebu è un comune norvegese della contea di Trøndelag.